# Cantone di Bruz
Il Cantone di Bruz è una divisione amministrativa dell'arrondissement di Rennes.
A seguito della riforma approvata con decreto del 18 febbraio 2014, che ha avuto attuazione dopo le elezioni dipartimentali del 2015, è passato da 7 a 5 comuni.

## Composizione
I 7 comuni facenti parte prima della riforma del 2014 erano:
- Bourgbarré
- Bruz
- Chartres-de-Bretagne
- Noyal-Châtillon-sur-Seiche
- Orgères
- Pont-Péan
- Saint-Erblon

Dal 2015 i comuni appartenenti al cantone sono i seguenti 5:
- Bruz
- Chartres-de-Bretagne
- Laillé
- Noyal-Châtillon-sur-Seiche
- Pont-Péan